# BK Возничего
BK Возничего (лат. BK Aurigae) — одиночная переменная звезда в созвездии Возничего на расстоянии (вычисленном из значения параллакса) приблизительно 9860 световых лет (около 3023 парсеков) от Солнца. Видимая звёздная величина звезды — от +9,9m до +9,12m.

## Характеристики
BK Возничего — жёлтая пульсирующая переменная звезда, классическая цефеида (DCEP) спектрального класса G2 или F8. Радиус — около 76,19 солнечных, светимость — около 2006,878 солнечных. Эффективная температура — около 5658 К.